# Peter Christiansen
Peter Fich Christiansen (Frederiksberg, 4 de abril de 1941) es un deportista danés que compitió en remo.
Participó en tres Juegos Olímpicos de Verano entre los años 1964 y 1972, obteniendo una medalla de bronce en México 1968 en la prueba de dos sin timonel. Ganó tres medallas en el Campeonato Europeo de Remo entre los años 1964 y 1969.

## Palmarés internacional
| Juegos Olímpicos   | Juegos Olímpicos          | Juegos Olímpicos  | Juegos Olímpicos |
| Año                | Lugar                     | Medalla           | Prueba           |
| ------------------ | ------------------------- | ----------------- | ---------------- |
| 1968               | Ciudad de México (México) | Medalla de bronce | Dos sin timonel  |
| Campeonato Europeo |                           |                   |                  |
| Año                | Lugar                     | Medalla           | Prueba           |
| 1964               | Ámsterdam (Países Bajos)  | Medalla de bronce | Dos sin timonel  |
| 1965               | Duisburgo (RFA)           | Medalla de oro    | Dos sin timonel  |
| 1969               | Klagenfurt (Austria)      | Medalla de bronce | Dos sin timonel  |